# سوفیا رافائلی
سوفیا رافائلی (ایتالیایی: Sofia Raffaeli؛ زادهٔ ۱۹ ژانویهٔ ۲۰۰۴) ژیمناست ریتمیک اهل ایتالیا است.